# Mamerki
Mamerki este o arie protejată (sit de importanță comunitară — SCI) din Polonia întinsă pe o suprafață de 162,09 ha, integral pe uscat.

## Localizare
Centrul sitului Mamerki este situat la coordonatele 54°11′03″N 21°38′47″E / 54.1841°N 21.6465°E.

## Înființare
Situl Mamerki a fost declarat sit de importanță comunitară în aprilie 2004 pentru a proteja 1 specie de animale.

## Biodiversitate
Situată în ecoregiunea continentală, aria protejată conține 2 habitate naturale: Păduri de stejar și carpen Galio-Carpinetum, Mlaștini împădurite.
La baza desemnării sitului se află o specie protejată de  mamifere: liliac cârn (Barbastella barbastellus).